# Volkswagen Jetta II
Volkswagen Jetta er en lille mellemklassebil fra den tyske bilfabrikant Volkswagen. Den anden generation (type 16E/19E, senere 1G2), som omtales i denne artikel, kom på markedet i januar 1984 som to- og firedørs sedan.

## Generelt
Bilen var baseret på den i 1983 introducerede Golf II, som den var identisk med frem til C-søjlen. Fronten havde dog rektangulære forlygter i stedet for runde. Designet på Jetta II virkede i forhold til forgængerens mere harmonisk, og også pladsforholdene var bedre. Frem for alt bagagerummet med et rumfang på 660 liter var et salgsargument, da Golf dengang endnu ikke fandtes som stationcar. De firehjulstrukne versioner kunne som de eneste leveres med fremklappeligt bagsæde.
Modellen fandtes med en lang række forskellige benzin- og dieselmotorer med effekt fra 54 til 139 hk. Til 1,6- og 1,8-litersmotorerne (op til 90 hk) kunne der som ekstraudstyr leveres en tretrins automatgearkasse. Fra juli 1987 fandtes Jetta i en firehjulstrukket version (Syncro), men udelukkende i kombination med 1,8-motoren med 90 (senere 98) hk. I april 1987 tilkom topmodellen med 1781 cm³-motor med 16 ventiler (alle andre motorer havde otte ventiler) og en topfart på 204 km/t.
De talrige udstyrsvarianter i første generation blev nu reduceret til fire varianter: C, CL, GL og Carat. Den luksuriøse "Carat" blev dog taget af programmet i 1987. Senere tilkom de sportslige varianter "GT", "GTD" og "GT 16V". Udstyrsniveauet i Jetta II var generelt set højere end i en tilsvarende Golf.
Produktionen af Jetta II til Vesteuropa blev indstillet i juli 1992. I Kina blev modellen siden 1991 fremstillet under navnet FAW-VW Jetta og videreudviklet.
Betegnelserne for de sportslige varianter af Jetta I, "CLI" og "GLI", blev nu benyttet til eksportmodeller af Jetta II til f.eks. Sydafrika, Japan og USA. Den sydafrikanske Jetta II CLI var i sit sidste produktionsår, 1992, som standard udstyret med frontpartiet fra Rallye Golf.
En del karrosseribyggere lavede en Jetta II Cabriolet, som var delvist ombygget med dele fra Golf I Cabriolet.

## Modelhistorie

### Tidslinje

#### 1984
Jetta II præsenteres i januar med følgende motorer: 1,3 54 hk (i Østrig 50 hk), 1,6 75 hk (i Østrig 69 hk), 1,8 90 hk, 1,6 diesel 54 hk (i Østrig 50 hk) og 1,6 turbodiesel 69 hk. Modellen findes i udstyrsvarianterne C, CL, GL og Carat, hvor sidstnævnte kun findes med 1,8'eren med 90 hk og udelukkende med fire døre.

#### 1985
Introduktion af Jetta GT med 1,8 112 hk, sideløbende med Golf GTI. Versionen adskiller sig fra standardudgaverne gennem sorte skærmforøgere, sort folie på sidelisterne, en sort hækspoiler og røde striber på kofangere og sidelister, samt røde emblemer og skivebremser på alle hjul. Modellen er ligeledes udstyret med sportsundervogn, hvilket gør den ca. 10 mm lavere end de andre versioner.

#### 1986
På grund af den nu tilgængelige, men ikke standardmonterede katalysator falder Jetta GT's effekt fra 112 til 107 hk.
For første gang kan Jetta leveres med ABS-bremser, i første omgang til de stærkere versioner fra 90 hk og opefter.
Volkswagens 16V-motorer blev på Frankfurt Motor Show 1985 præsenteret i Golf, og fejrede i Jetta premiere på Geneve Motor Show 1986 og kunne leveres fra juni 1986.

#### 1987
Følgende motorer fås med katalysator: 1,6 72 hk og 1,8 84 hk (begge ureguleret) samt fra marts 1,6 69 hk (reguleret).
Jetta GT 16V præsenteres. Motoren er på 1,8 liter og yder uden katalysator 139 hk, mens versionen med reguleret katalysator yder 129 hk. GT 16V adskiller sig fra den almindelige GT (med 8 ventiler) gennem en tagantenne med elektronisk forstærker, udstødningsrør med dobbelt enderør, en større frontspoiler med luftkanaler til bremseafkøling samt "16V"-emblemer på kølergrillen, bagenden og handskerummet. Modellen findes kun som firedørs og er endnu 10 mm lavere end GT.
Carat-modellen udgår, som erstatning udvides GL-modellen med bl.a. farvede ruder, el-justerbare sidespejle, centrallåsesystem, velourindtræk og skiklap i bagsæderyglænet. GL får ligeledes krompakken fra Carat.
Betegnelsen "C" for basismodellerne bortfalder, så disse fremover blot hedder "Jetta".
Som pendant til Golf GT introduceres en Jetta GT i sportslig optik med 90 hk-benzinmotor. Der introduceres ligeledes en GTD-model i sportslig optik med 70 hk-turbodieselmotor.
Jetta fås nu også som Syncro (type 16E/19E-299) med firehjulstræk og 1,8-litersmotoren med 90 hk i versionerne "Jetta", CL og GT. Som den eneste Jetta-model er Syncro udstyret med fremklappeligt bagsæde (på GT asymmetrisk delt), da bagakselkonstruktionen med viskokobling gør det nødvendigt at hæve bagagerumsbunden. Optisk adskiller Syncro sig fra de almindelige (forhjulstrukne) versioner med syncro-skrifttræk på bagenden og forskærmene samt den større frontspoiler fra GT 16V. Ligesom GT 16V findes Syncro kun med fire døre.
I april 1987 følger den næste specialmodel, Jetta "Court". Med lyseblå fartstriber (med lakering alpinhvid, farvekode L90E) eller hvide fartstriber (med lakering orlyblåmetallic, farvekode P5Z eller tornadorød, farvekode LY3D) og en tennisbold som logo adskiller Court sig fra de andre versioner. Bagsædet er i midten forsynet med udklappeligt armlæn med ekstra opklappeligt kunststofelement med integrerede kopholdere.
Det første større facelift finder sted i september 1987 til modelåret 1988. Kølergrillen har nu kun tre i stedet for syv ribber samt et større VW-logo, sidespejlene er monteret på A-søjlen i stedet for på de forreste trekantruder, som bortfalder. Stødlisterne på siden af bilen er nu bredere og sat fast i stedet for limet fast på karrosseriet. På bagenden er der midtpå monteret et større Volkswagen-emblem. Kabinen modificeres med større dørlommer og større kontaktarme på ratstammen.

#### 1988
I maj 1988 følger den næste specialmodel, Jetta "Coach".
Udelukkende i dette modelår findes specialmodellen Jetta "Style" med dellæderkabineudstyr og speciallakering på basis af GT 16V.
Samtidig introduceres GTX-modellen. Betegnelsen GTX skal adskille den motorstærkere, sportslige Jetta-model fra GT med kun 90 hk (hidtil havde alle stærkere versioner fra 90 hk og opefter heddet "GT"). Derudover betoner denne forkortelse slægtskabet med Golf GTI. Motorprogrammet (107/112 og 129/139 hk), udstyret og teknikken med sænket undervogn, sportssæder, kørecomputer, røde fartstriber på kofangerne og sidelisterne, større front- (på 16V med luftkanaler til bremseafkøling, ellers afblændede åbninger) og hækspoilere samt fire skivebremser, de forreste indvendigt ventilerede, deles med Golf GTI hhv. GTI 16V. 8V-versionerne findes også som todørs, 16V derimod kun med fire døre. Alle GTX-modeller er udstyret med et stort "GTX" hhv. "GTX 16V"-emblem på kølergrillen samt sorte skærmforøgere.

#### 1989
Typebetegnelsen ændres fra 16E/19E til 1G2.
Todørsmodellen findes nu kun som "CL", og er efter at basismodellen "Jetta" er udgået, ny basismodel.
Også Jetta Syncro (nu type 1G2-299) findes nu med reguleret katalysator og 1,8 liter/98 hk som eneste motormulighed, som kun findes som Syncro.
GL får som standardudstyr servostyring, samtidig tages el-spejle og læsseklap af udstyrslisten. Krompakken begrænser sig nu til to blanke fartstriber på kofangerne.
GTX-modellen udgår, og alle sportslige versioner hedder igen GT hhv. GT 16V. 16V-modellerne får fortil større bremser fra Volkswagen Passat B3 og har nu 14"-hjul som standardudstyr.
ABS-bremserne har nu tromlebremser på baghjulene, med undtagelse af GT-modellerne.
Fra februar 1989 installeres en ny centralelektrik fra Passat B3 hhv. Corrado, genkendelig på havariblinkkontakten på ratstammen (i Golf først et halvt år senere).
Viskerbefæstigelsen fortil modificeres, og kan kendes på de større møtrikker (M8 i stedet for M6) til befæstigelse af viskerarmene. Dermed er viskerarme fra før og efter dette tidspunkt ikke indbyrdes udskiftelige.
I maj præsenteres specialmodellen "Pacific".
Det andet større facelift finder sted i august 1989 til modelåret 1990. Alle modeller (også eksport) får de store kofangere fra GL-modellen samt smalle stødlister ligesom på Golf GTI fra modelår 1990, og ligeledes GTI-frontspoileren. På GT-modellerne er nu også hækspoileren lakeret i bilens farve, ligeledes er befæstigelsen blevet ændret og er nu lavet af hårdt kunststof. På grund af den nye kofanger er bilen nu 7 cm længere end hidtil.

#### 1990
Specialmodellen "Flair" introduceres. Modellen er baseret på CL, og har derudover fire døre, velourindtræk fra GL, centrallåsesystem, skydetag, højdejusterbart førersæde samt grøntonede for-, side- og bagruder.
På alle tyske modeller er lyslængderegulering nu standardudstyr på grund af en gældende forskrift for nye biler fra og med 1. januar 1990.
Dieselmotorprogrammet udvides med en 1,6-motor med ladeluftkøler og 80 hk samt en 1,6-motor med dieselkatalysator og 60 hk.

#### 1991
Alle modeller får sideblinklys (i stedet for versionsemblemerne) og højdejusterbart førersæde.
I oktober reduceres motorprogrammet til 1,3 54 hk, 1,6 69/75 hk og 1,6 TD 60 hk, i USA også 2,0 16V 136 hk.
Den Golf III-baserede efterfølger Vento kommer på markedet i november, men Jetta II fortsætter i produktion lidt endnu.

#### 1992
De sidste eksemplarer af Jetta II forlader samlebåndet i juli.

### Jetta II i USA
I 1985 blev Jetta II introduceret i USA med én benzin- og to dieselmotorer. Komfortudstyret var generelt mere omfangsrigt end i Europa, og med andre kofangere var modellen ca. 5 cm længere end den europæiske version. I USA hed den sportslige model "GLI" i stedet for GT og var med 100/105 hk lidt svagere end sin europæiske pendant.
I 1987 tilkom modellen "GLI 16V", som i USA kun fandtes med katalysator og 129 hk. Med introduktionen af GLI 16V udgik den almindelige GLI. Samme år startede produktionen på fabrikken i Westmoreland og i Puebla, Mexico.
Fabrikken i Westmoreland lukkede igen allerede i 1989, og produktionsanlæggene blev flyttet til Kina. USA-modellerne blev fremover importeret fra Mexico.
I USA afløste en 2,0-liters 16V-motor med 136 hk, som i Europa blev benyttet i Passat, i 1990 den hidtidige 1,8'er i GLI 16V, da 2,0'eren også kunne køres på normalbenzin.

### Produktion i Kina
I Kina blev Jetta bygget fra november 1991. Den var i starten næsten identisk med den hidtidige, europæiske model men fandtes dog kun med 1,6-litersmotor.
Modellen gennemgik i løbet af sin levetid forskellige modifikationer og facelifts, for at følge den aktuelle Volkswagen-designlinje. Dermed kunne Volkswagen Jetta König (type 1GD) leveres fra 1997. Den lignende en blanding af den gamle Jetta II og Volkswagen Passat B4. Et facelift fandt sted i år 2002. I 2010 kom Volkswagen Jetta Pionier på markedet, og i februar 2013 blev produktionen fuldstændig afsluttet.

### Specialmodeller
Med forskellige specialmodeller med navne som "Strada", "Beach", "Coach", "Court", "Pacific", "Flair", "TX" eller "Style" blev det forsøgt at øge de faldende salgstal.
Modellerne var som oftest baseret på en af basismodellerne, men var til forskel fra forbilledet udstyret med specielt indtræk, som oftest grøntonede ruder, en ellers merprispligtig lakering (metallic eller rød), og nogle gange også stålskydetag eller andet, ellers merprispligtigt ekstraudstyr (f.eks. servostyring) og et påklistret skrifttræk på siden og bagklappen.
Undtaget herfra var "TX" med kunststofemblemer og "Style", som var baseret på 16V og havde dellæderudstyr og speciel lakering.

## Tekniske data

### Europa
| Motortype     | Slagvolume cm³ | Max. effekt kW (hk) / omdr. | Max. drejningsmoment Nm / omdr. | Fødesystem    | Katalysator | Motorkode  | Gearkasse | 0-100 km/t sek. | Topfart km/t | Byggeperiode     |
| ------------- | -------------- | --------------------------- | ------------------------------- | ------------- | ----------- | ---------- | --------- | --------------- | ------------ | ---------------- |
| Benzinmotorer |                |                             |                                 |               |             |            |           |                 |              |                  |
| 1.3           | 1272           | 40 (54) / 5200              | 96 / 3400                       | Karburator    | Ingen       | HK, MH, 2G | M4        | 17,2            | 149          | 1/1984 − 7/1992  |
| 1.3           | 1272           | 40 (54) / 5200              | 96 / 3400                       | Karburator    | Ingen       | HK, MH, 2G | M5        | 17,0            | 149          | 1/1984 − 7/1992  |
| 1.31          | 1272           | 37 (50) / 5200              | 91 / 3300                       | Karburator    | Ingen       | NU         | M4        | 18,7            | 145          | 8/1986 − 12/1987 |
| 1.3           | 1272           | 40 (54) / 5200              | 97 / 3000                       | Monopoint     | Reguleret   | NZ         | M4        | 17,2            | 149          | 8/1985 − 7/1992  |
| 1.3           | 1272           | 40 (54) / 5200              | 97 / 3000                       | Monopoint     | Reguleret   | NZ         | M5        | 17,0            | 149          | 8/1985 − 7/1992  |
| 1.6           | 1595           | 55 (75) / 5000              | 125 / 2500                      | Karburator    | Ingen       | EZ, ABN    | M4        | 13,4            | 165          | 1/1984 − 7/1992  |
| 1.6           | 1595           | 55 (75) / 5000              | 125 / 2500                      | Karburator    | Ingen       | EZ, ABN    | M5        | 13,4            | 165          | 1/1984 − 7/1992  |
| 1.6           | 1595           | 55 (75) / 5000              | 125 / 2500                      | Karburator    | Ingen       | EZ, ABN    | A3        | 15,6            | 160          | 1/1984 − 7/1992  |
| 1.61          | 1595           | 51 (69) / 5000              | 125 / 2500                      | Karburator    | Ingen       | EZA        | M4        | 14,3            | 162          | 8/1985 − 7/1987  |
| 1.61          | 1595           | 51 (69) / 5000              | 125 / 2500                      | Karburator    | Ingen       | EZA        | M5        | 14,3            | 162          | 8/1985 − 7/1987  |
| 1.61          | 1595           | 51 (69) / 5000              | 125 / 2500                      | Karburator    | Ingen       | EZA        | A3        | 16,7            | 157          | 8/1985 − 7/1987  |
| 1.6           | 1595           | 53 (72) / 5200              | 120 / 2700                      | Karburator    | Ureguleret  | RF         | M4        | 13,4            | 162          | 8/1986 − 10/1991 |
| 1.6           | 1595           | 53 (72) / 5200              | 120 / 2700                      | Karburator    | Ureguleret  | RF         | M5        | 13,4            | 162          | 8/1986 − 10/1991 |
| 1.6           | 1595           | 53 (72) / 5200              | 120 / 2700                      | Karburator    | Ureguleret  | RF         | A3        | 16,5            | 157          | 8/1986 − 10/1991 |
| 1.6           | 1595           | 51 (69) / 5200              | 118 / 2700                      | Karburator    | Reguleret   | PN         | M5        | 14,4            | 160          | 8/1985 − 7/1992  |
| 1.6           | 1595           | 51 (69) / 5200              | 118 / 2700                      | Karburator    | Reguleret   | PN         | A3        | 16,5            | 157          | 8/1985 − 7/1992  |
| 1.8           | 1781           | 66 (90) / 5250              | 145 / 3300                      | Karburator    | Ingen       | GU         | M5        | 11,42           | 176          | 1/1984 − 10/1991 |
| 1.8           | 1781           | 66 (90) / 5250              | 145 / 3300                      | Karburator    | Ingen       | GU         | A3        | 13,8            | 171          | 1/1984 − 10/1991 |
| 1.8           | 1781           | 62 (84) / 5000              | 142 / 3000                      | Karburator    | Ureguleret  | RH         | M5        | 12,43           | 171          | 8/1986 − 7/1990  |
| 1.8           | 1781           | 62 (84) / 5000              | 142 / 3000                      | Karburator    | Ureguleret  | RH         | A3        | 14,4            | 166          | 8/1986 − 7/1990  |
| 1.8           | 1781           | 66 (90) / 5250              | 137 / 3000                      | Monopoint     | Reguleret   | GX         | M5        | 11,8            | 173          | 1/1984 − 7/1988  |
| 1.8           | 1781           | 66 (90) / 5250              | 137 / 3000                      | Monopoint     | Reguleret   | GX         | A3        | 14,0            | 168          | 1/1984 − 7/1988  |
| 1.8           | 1781           | 66 (90) / 5250              | 142 / 3000                      | Monopoint     | Reguleret   | RP         | M5        | 12,14           | 173          | 8/1986 − 10/1991 |
| 1.8           | 1781           | 66 (90) / 5250              | 142 / 3000                      | Monopoint     | Reguleret   | RP         | A3        | 14,9            | 168          | 8/1986 − 10/1991 |
| 1.8 Syncro    | 1781           | 66 (90) / 5250              | 145 / 3300                      | Karburator    | Ingen       | GU         | M5        | 11,8            | 176          | 7/1987 − 10/1991 |
| 1.8 Syncro    | 1781           | 72 (98) / 5400              | 143 / 3000                      | Monopoint     | Reguleret   | 1P         | M5        | 11,5            | 178          | 8/1988 − 7/1991  |
| 1.8 GT        | 1781           | 82 (112) / 5500             | 157 / 3100                      | Multipoint    | Ingen       | EV         | M5        | 10,0            | 189          | 1/1984 − 7/1987  |
| 1.8 GT        | 1781           | 82 (112) / 5400             | 159 / 4000                      | Multipoint    | Ingen       | PB         | M5        | 10,2            | 189          | 1/1987 − 10/1991 |
| 1.8 GT        | 1781           | 79 (107) / 5250             | 154 / 3250                      | Multipoint    | Reguleret   | RD         | M5        | 10,6            | 184          | 8/1985 − 7/1987  |
| 1.8 GT        | 1781           | 79 (107) / 5400             | 157 / 3800                      | Multipoint    | Reguleret   | PF         | M5        | 10,6            | 184          | 1/1987 − 10/1991 |
| 1.8 GT 16V    | 1781           | 102 (139) / 6100            | 168 / 4600                      | Multipoint    | Ingen       | KR         | M5        | 8,8             | 204          | 2/1986 − 10/1991 |
| 1.8 GT 16V    | 1781           | 95 (129) / 5800             | 168 / 4250                      | Multipoint    | Reguleret   | PL         | M5        | 9,3             | 196          | 2/1986 − 10/1991 |
| Dieselmotorer |                |                             |                                 |               |             |            |           |                 |              |                  |
| 1.6 D         | 1588           | 40 (54) / 4800              | 100 / 2300 − 2900               | Hvirvelkammer | Ingen       | JP, ME     | M4        | 19,3            | 146          | 1/1984 − 10/1991 |
| 1.6 D         | 1588           | 40 (54) / 4800              | 100 / 2300 − 2900               | Hvirvelkammer | Ingen       | JP, ME     | M5        | 19,3            | 146          | 1/1984 − 10/1991 |
| 1.6 D         | 1588           | 40 (54) / 4800              | 100 / 2300 − 2900               | Hvirvelkammer | Ingen       | JP, ME     | A3        | 23,5            | 141          | 1/1984 − 10/1991 |
| 1.6 D1        | 1588           | 37 (50) / 4800              | 95 / 2300 − 2900                | Hvirvelkammer | Ingen       |            | M4        | 20,8            | 142          | 1/1984 − 10/1991 |
| 1.6 D1        | 1588           | 37 (50) / 4800              | 95 / 2300 − 2900                | Hvirvelkammer | Ingen       | M5         |           | 20,8            | 142          | 1/1984 − 10/1991 |
| 1.6 D1        | 1588           | 37 (50) / 4800              | 95 / 2300 − 2900                | Hvirvelkammer | Ingen       | A3         | 25,3      | 137             |              | 1/1984 − 10/1991 |
| 1.6 UD5       | 1588           | 44 (60) / 4500              | 110 / 2400 − 2600               | Hvirvelkammer | Oxidations  | 1V         | M5        | 17,1            | 149          | 8/1989 − 7/1992  |
| 1.6 TD        | 1588           | 51 (69) / 4500              | 133 / 2500 − 2900               | Hvirvelkammer | Ingen       | JR, MF     | M5        | 15,0            | 158          | 1/1984 − 10/1991 |
| 1.6 TDS       | 1588           | 59 (80) / 4500              | 155 / 2500 − 3000               | Hvirvelkammer | Ingen       | RA, SB     | M5        | 13,7            | 167          | 4/1989 − 10/1991 |

### USA
| Motortype | Slagvolume cm³ | Max. effekt kW (hk) / omdr. | Max. drejningsmoment Nm / omdr. | Motorkode | Byggeperiode    |
| --------- | -------------- | --------------------------- | ------------------------------- | --------- | --------------- |
| 1.8       | 1781           | 77 (105) / 5250             | 146 / 3000                      | HT, RV    | 1/1985 − 7/1991 |
| 2.0 16V   | 1984           | 100 (136) / 5800            | 180 / 4400                      | 9A        | 8/1989 − 7/1992 |

Samtlige versioner med benzinmotor er E10-kompatible.

## Sikkerhed
Det svenske forsikringsselskab Folksam vurderer flere forskellige bilmodeller ud fra oplysninger fra virkelige ulykker, hvorved risikoen for død eller invaliditet i tilfælde af en ulykke måles. I rapporterne Hur säker är bilen? er/var Jetta samt Golf II klassificeret som følger:
- 1999: Som middelbilen[4]
- 2001: Som middelbilen[5]
- 2003: Ned til 15% dårligere end middelbilen[6]
- 2005: Mindst 15% dårligere end middelbilen[7]
- 2007: Dårligere end middelbilen[8]
- 2009: Dårligere end middelbilen[9]
- 2011: Som middelbilen[10]
- 2013: Som middelbilen[11]
- 2015: Mindst 20% dårligere end middelbilen[12]